# 마레크 미나르지크
마레크 미나르지크(체코어: Marek Minařík, 1993년 6월 28일~)는 체코의 야구 선수로 포지션은 투수이다. 

## 국가대표팀 경력
2023년 월드 베이스볼 클래식에 체코 대표팀의 일원으로 참가하였다. 중국과 경기에서 승리투수가 되었다.